# Elenco de Baywatch e Baywatch Nights
Lista de atores e atrizes que  apareceram em epsódios de Baywatch ou do spin-off Baywatch Nights.
- Marla Adams
- Kristian Alfonso
- Krista Allen
- Pamela Anderson
- Marliece Andrada
- Vanessa Angel
- Susan Anton
- Shiri Appleby
- Teri Austin
- Peter Barton
- John Beck
- Michael Bergin
- Elizabeth Berkley
- Corbin Bernsen
- Beau Billingslea
- Traci Bingham
- Yasmine Bleeth
- Linda Brava
- Angelica Bridges
- Jason Brooks
- Todd Bryant
- Brooke Burns
- Michael Cade
- Brandon Call
- Debbie Lee Carrington
- Jack Carter (comedian)
- Veronica Cartwright
- Jordan Charney
- David Charvet
- Bailey Chase
- David Chokachi
- J.J. Cohen
- Robert Colbert
- Gary Collins
- Nikki Cox
- Bryan Cranston
- Denise Crosby
- Gabriel Damon
- Josie Davis
- Roxann Dawson
- Donna D'Errico
- Don Diamont
- Neil Dickson
- Susan Diol
- Jack Donner
- Leslie Easterbrook
- Rodney Eastman
- Bobby Edner
- Nicole Eggert
- Carmen Electra
- Erika Eleniak
- Will Estes
- Steven Ford
- Alan Fudge
- Holly Gagnier
- Jeff Garlin
- Ricky Paull Goldin
- Erin Gray
- Angie Harmon
- David Hasselhoff
- Sandra Hess
- Rance Howard
- Jeremy Jackson
- Richard Jaeckel
- Conrad Janis
- Robert Jayne
- Wesley Jonathan
- Sam J. Jones
- Stacy Kamano
- Mitzi Kapture
- Andrew Keegan
- Mimi Kennedy
- Art LaFleur
- A. J. Langer
- Brandy Ledford
- Aaron Lohr
- Richard Lynch
- Simmone Jade Mackinnon
- Wendie Malick
- Monte Markham
- Kenneth Marshall
- Nan Martin
- Christopher Mayer
- Patty McCormack
- Terrence E. McNally
- Christopher Michael
- Amy Miller (actress)
- Beverley Mitchell
- Richard Moll
- Jason Momoa
- Glenn Morshower
- Lycia Naff
- John Allen Nelson
- Michael Newman
- Gena Lee Nolin
- John O'Hurley
- Kelly Packard
- Alexandra Paul
- Miguel Pérez (ator)
- Christopher Pettiet
- Peter Phelps
- Robert Pine
- Cliff Potts
- John Quade
- Betsy Randle
- Marissa Ribisi
- Branscombe Richmond
- Alicia Rickter
- Jack Riley
- Brande Roderick
- Natanya Ross
- Tim Rossovich
- Fran Ryan
- Brett Salisbury
- Vincent Schiavelli
- Nicholas Shaffer
- Michael Sharrett
- Jaason Simmons
- Kelly Slater
- Kerr Smith
- Rex Smith
- José Solano
- Nancy Stafford
- Parker Stevenson
- Mel Stewart
- Michael Stoyanov
- Don Stroud
- Kara Styler
- Jandi Swanson
- Cary-Hiroyuki Tagawa
- Tim Thomerson
- Andrea Thompson
- Ken Thorley
- Sven-Ole Thorsen
- Cali Timmins
- Danny Trejo
- Paula Trickey
- Nancy Valen
- Phillip Van Dyke
- Dick Van Patten
- Vince Van Patten
- Greg Vaughan
- Tom Villard
- Billy Warlock
- Barry Watson (ator)
- Shawn Weatherly
- Amy Weber
- Victor Webster
- Bruce A. Young
- Keone Young